# Ophionellus annulipes
Ophionellus annulipes är en stekelart som först beskrevs av Cameron 1911.  Ophionellus annulipes ingår i släktet Ophionellus och familjen brokparasitsteklar. Inga underarter finns listade i Catalogue of Life.